# سید جلال تقوی لاریجانی
سید جلال تقوی لاریجانی سیاست‌مدار ایرانی بود، که در دوره بیست و چهارم مجلس شورای ملی به عنوان نماینده آمل در مجلس شورای ملی حضور داشت. ایشان در انتخابات هیات رئیسه مجلس ۲۴ به عنوان کار پرداز اول انتخاب شد . شروین تقوی دانشمند ایرانی شاغل در سازمان فضایی آمریکا ناسا، فرزند اوست.